# Xyris fimbriata
Espèce
Xyris fimbriata est une espèce de la famille des Xyridaceae. Dénommée la fringed yelloweyed grass (en français  l'herbe aux yeux jaunes frangés), c' est une espèce nord-américaine de plante à fleurs originaire de la plaine côtière des États-Unis, de l'est du Texas au New Jersey,.

## Description
Xyris fimbriata est une herbe vivace mesurant jusqu'à 150 cm de haut. Elle ressemble à de l'herbe, avec ses feuilles vert olive mesurant jusqu'à 70 cm de long, et des fleurs jaunes.

## Systématique
Xyris fimbriata a pour synonymes :
- Jupica albiflora Raf.
- Xyris albiflora Raf.
- Xyris spiralis Raf.